# Дипломаты поневоле
«Дипломаты поневоле» — советская музыкальная кинокомедия 1978 года, снятая режиссёром Алексеем Мишуриным на киностудии им. А. Довженко.
Премьера фильма состоялась в июле 1978 года. Фильм в СССР посмотрели 5 100 000 зрителей.

## Сюжет
Один из друзей-музыкантов — преподаватель консерватории, другой — воспитывает народные таланты в родном селе.
У народного артиста Остапа Остапчука, который выкроил время среди бесчисленных гастролей, чтобы провести отпуск на море с любимой женой-киноактрисой, в первый раз за всю супружескую жизнь появилась возможность провести его в Крыму. Но жену на пороге дома «похитил» кинорежиссёр. Остапчук вместо Крыма попал в своё родное село Лебедянка, но уже без супруги. Здесь он встретил давнего товарища Максима Шугая, который остался в селе для того, чтобы обучать молодёжь музыкальному искусству.

## В ролях
- Роман Филиппов — Остап Остапчук / Дмитрий-кладовщик
- Николай Шутько — Максим Шугай
- Маргарита Криницына — Ольга Гордеевна Яценко, председатель колхоза
- Лидия Чащина — Елена Михайловна, киноактриса, жена Остапа
- Лидия Стилик —  Ксения
- Николай Панасьев —  Пётр Петрович Носач, управляющий «Сельхозтехникой»
- Юрий Медведев — Василий Фёдорович Середа, преемник Носача
- Сергей Свечников —  Петро Остапчук
- Иван Пайтина — Тарас Шинкарук
- Александр Лысоконь — Николай Коваленко
- Богдан Бенюк — Вадим Чепура
- Нинель Поспелова — Наталка
- Наталья Цыбулько — Полина
- Екатерина Косинская — Оксана Ярко
- Светлана Бочарова — Галина
- Виктор Пивненко — Данила Иванович Пачка, главный бухгалтер
- Владимир Олексеенко — дед
- Виктор Мирошниченко —  Иван Петрович Верет
- Юрий Белов — Арнольд, кинорежиссёр

## Съёмочная группа
- Режиссёр-постановщик — Алексей Мишурин
- Сценаристы — Иван Стаднюк, Мирон Цепко
- Оператор-постановщик — Константин Лавров
- Композитор — Платон Майборода
- Художник-постановщик — Георгий Прокопец